# ميشيل خان
ميشيل خان (بالفرنسية: Michèle Kahn)‏ هي كاتِبة فرنسية، ولدت في 1 ديسمبر 1940 في نيس في فرنسا.